# Rivière aux Perches (rivière Portneuf)
Pour les articles homonymes, voir Perches et Rivière aux Perches.
La rivière aux Perches est un affluent de la Portneuf, coulant sur la rive Nord-Ouest du fleuve Saint-Laurent, dans la municipalité de Portneuf-sur-Mer, dans la municipalité régionale de comté (MRC) de La Haute-Côte-Nord, dans la région administrative de la Côte-Nord, dans la Province de Québec, au Canada.
La partie inférieure du bassin versant de la rivière Portneuf est desservie par la route 138 qui la traverse près de son embouchure. Le reste de la vallée est desservi par le « chemin de la rivière des Cèdres » qui longe le côté Sud de la rivière Portneuf et coupe la rivière aux Perches près de son embouchure,,.
La foresterie constitue la principale activité économique du secteur ; les activités récréotouristiques, en second.
La surface de la Rivière aux Perches est habituellement gelée de la fin novembre au début avril, toutefois la circulation sécuritaire sur la glace se fait généralement de la mi-décembre à la fin mars.

## Géographie
Les principaux bassins versants voisins de la Rivière aux Perches sont :
- Côté Nord : Rivière Portneuf, rivière Rocheuse, ruisseau à la Loutre, rivière du Sault aux Cochons ;
- Côté Est : Rivière des Cèdres, ruisseau McDonald, baie de Mille-Vaches, estuaire du Saint-Laurent ;
- Côté Sud : Rivière Roussel, rivière du Sault au Mouton, rivière des Escoumins, estuaire du Saint-Laurent ;
- Côté Ouest : Ruisseau Montisembeau, rivière Portneuf, rivière des Cèdres, Petite rivière Noire[2].

La rivière aux Perches prend sa source du Lac des Perches (longueur : 3,9 km en forme de Y penché vers l’Ouest ; altitude : 401 m) en zone forestière. La partie Sud de ce lac est compris dans le territoire de la zec D'Iberville. L’embouchure de ce lac est situé au fond d’une baie du Nord du lac (dans le bras Est du Y), à 4,1 km au Nord-Est du cours de la rivière Roussel ; à 7,6 km au Nord de l’embouchure de la rivière aux Perches (confluence avec la rivière Portneuf (Côte-Nord)) ; à 41,0 km à l'ouest de la confluence de la rivière Portneuf et de l’estuaire du Saint-Laurent ; à 41,7 km à l'ouest du centre-ville de Forestville.
À partir de sa source, la rivière aux Perches coule entièrement en zones forestières sur 13,6 km selon les segments suivants :
- 1,8 km vers le Nord-Ouest jusqu’à la décharge (venant de l’Ouest) du « Grand lac du Nord » (longueur : 2,8 km ; altitude : 422 m) ;
- 6,6 km vers le Nord-Est jusqu’à la décharge (venant du Sud-Est) du lac Louis-Boucher ;
- 5,2 km vers le Nord-Ouest jusqu’à sa confluence avec la rivière Portneuf[2].

La rivière aux Perches se déverse dans une courbe de la rive Sud de la rivière Portneuf dans le territoire non organisé de Lac-au-Brochet, à :
- 59,5 km en amont de la confluence de la rivière Portneuf et de l’estuaire du Saint-Laurent ;
- 36,9 km à l'ouest du centre-ville de Forestville ;
- 44,3 km au nord-ouest du centre du village des Escoumins ;
- 38,1 km à l’ouest du centre du village de Portneuf-sur-Mer où passe la route 138 et où se déverse la rivière Portneuf[2].

## Toponymie
Au Québec, la perche identifie un poisson à la chair estimée, communément appelé perchaude. Il s'agit d'un poisson d'eau douce, le Perca flavescens, type de la famille des Percidés qui se caractérise par deux nageoires dorsales dont la première est épineuse. Il se nourrit de plancton, de larves, d'insectes – éphémères et libellules –, de mollusques et de poissons.
Le toponyme Rivière aux Perches a été officialisé le 21 janvier 1975 à la Banque des noms de lieux de la Commission de toponymie du Québec.